# Shuttle and Regasification Vessel
Shuttle and Regasification Vessel é a denominação recebida por navios que são adaptados para receber gás natural liquefeito e restaurá-lo à forma gasosa, sem contudo perder sua mobilidade para deslocamento por grandes distâncias. Desta forma, apesar de guardar com o Floating Storage and Regasification Unit a similaridade de serem equipamentos decorrentes de reformas em navios de transporte de gás natural liquefeito, diferencia-se deste na medida em que preserva sua navegabilidade.